# ثلاثي أكسيد البورون
ثلاثي أكسيد البورون هو مركب كيميائي للبورون، وهو من فصيلة الأكاسيد، وله الصيغة الكيميائية B2O3، ويكون على شكل صلب أبيض اللون.

## التحضير
عند تسخين حمض البوريك للغليان يتشكل كتلة زجاجية لابلورية من ثلاثي أكسيد البورون والتي يصعب بلورتها، والتي تدعى أحياناً باسم زجاج البوروكسيد:
{\displaystyle \mathrm {2\ H_{3}BO_{3}\ +\ 190,5\ kJ\rightleftharpoons \ B_{2}O_{3}\ +\ 3\ H_{2}O} }
بالمقابل، فإن إجراء عملية البلمهة (نزع الماء) من حمض البوريك بشكل تدريجي بين درجات حرارة 150-250 °س يعطي ثلاثي أكسيد البورون البلوري.
يحصل على ثلاثي أكسيد البورون بشكل صناعي من معالجة البورق (البوراكس) بحمض الكبريتيك في فرن صهر عند درجات حرارة تتجاوز 750 °س. يفصل أكسيد البورون المصهور عن كبريتات الصوديوم (كعكة الملح) بالإبانة، ثم يبرّد. تكون نقاوة أكسيد البورون الناتجة حوالي 96–97%.
أنتج عالمياً ما يقارب 3.8 طن من ثلاثي أكسيد البورون في سنة 2007، حيث تعد تركيا والأرجنتين وتشيلي في صدارة الدول المنتجة لهذه المادة.

## الخواص
يتفاعل ثلاثي أكسيد البورون بشكل حمضي ويشكل حمض البوريك عند التماس مع الماء، كما أنّ B2O3 من المواد المسترطبة سواءً أكان في الحالة البلورية  أو اللابلورية.
يمكن إجراء تفاعل اختزال للمركب باستخدام المغنسيوم أو البوتاسيوم أو الهيدروجين حيث يتشكل البورون:
{\displaystyle \mathrm {B_{2}O_{3}\ +\ 3\ Mg\ \rightleftharpoons \ 2\ B\ +\ 3\ MgO\ \ \Delta H=-533kJ} }
يتبلور (α-) ثلاثي أكسيد البورون وفق النظام البلوري الثلاثي وفق الزمرة الفراغية P3121 و/أو P3221، وتكون أبعاد الشبكة البلورية كالتالي: a =434 و c =834 بيكومتر، بحيث تتسع ست وحدات صيغة لكل وحدة خلية.
بالإضافة إلى الشكل ألفا، هناك شكل بيتا (β) من ثلاثي أكسيد البورون، ولكن يحصل عليه عند درجات حرارة مرتفعة،
كما يحصل على هذا الشكل عند تطبيق ضغوط مرتفعة تتجاوز 9.5 غيغاباسكال.

## الاستخدامات
يعد ثلاثي أكسيد البورون مركباً أساسياً للحصول على عنصر البورون نفسه بالإضافة إلى العديد من مركبات البورون الأخرى، مثل كربيد البورون، أو ثلاثي ميثيل البورات وذلك من خلال إذابة الأكسيد في الميثانول، أو ثنائي البوران من خلال الهدرجة.
من التطبيقات العملية لمركب ثلاثي أكسيد البورون استخدامه كصهارة و كمكوّن في زجاج البوروسيليكات وفي المينا المزجج.
يدخل ثلاثي أكسيد البورون في تركيب مواد إطفاء حريق المواد الفلزّية.